# 泰姫
泰姫（やすひめ、文政10年10月2日（1827年11月20日） - 天保14年1月4日（1843年2月2日））は、江戸時代後期の女性。鳥取藩第9代藩主・池田斉訓の正室。11代将軍・徳川家斉の二十七女（末子）。12代将軍・徳川家慶の異母妹。諱は益子（ますこ）。院号は泰明院。

## 生涯
文政10年（1827年）に11代将軍・徳川家斉の二十七女（第五十三子）として生まれた。母は側室のお瑠璃の方。
天保2年（1831年）3月17日、御台所茂姫御養となる。同年9月16日、5歳で鳥取藩主・池田誠之進（斉訓）と縁組。誠之進はこの時藩主となって1年余りであり、同年11月に元服して斉訓となった。天保11年（1840年）12月3日、泰姫は14歳で鳥取藩邸に引移（輿入れ）し、婚儀を行った。
しかし、婚儀からわずか半年足らずの天保12年（1841年）5月16日、斉訓は22歳で早世。15歳（満13歳）で寡婦となった泰姫は落飾せず、江戸城に戻った。再婚を期してのことと思われるが、1年半後の天保14年1月に死去した。享年17。増上寺に埋葬された。